# El Kelaa des Sraghna
El Kelaa des Sraghna, Kelaat-es-Sraghna ou El Kelaa des Srarhna (em árabe: قلعة السراغنة; romaniz.: Qala'at es-Sraghna; "Castelo dos Sraghna") é uma cidade do centro-sul de Marrocos, capital da província homónima, que faz parte da região de Marraquexe-Safim. Em 2014 tinha 95 224 habitantes distribuídos por 26,96 km².
Situa-se 88 km a nordeste de Marraquexe e 110 km a oeste de Beni Mellal (distâncias por estrada) e é conhecida pela sua produção agrícola, nomeadamente de azeitona.

## História
Segundo a tradição histórica, a cidade de Kelâat Es-Sraghna foi fundada pelo sultão alauita Mulei Ismail (r. 1672–1727) no século XVII. O sultão queria criar um conjunto de cidadelas e casbás (fortalezas) para controlar os movimentos das tribos das montanhas. No entanto, segundo alguns historiadores, a cidade foi surgiu durante o período dos Almorávidas (séculos XI e XII), embora tenha sido fortificada no século XVII, no âmbito do plano de otimização geopolítica através da criação de bastiões militares.
Segundo essa última tese, a cidade era conhecida pelos nomes berberes de Gaynou e Lagrare e a sua criação pelos almorávidas integrava-se no plano de controlar a rota entre Fez e Marraquexe e combater a heresia dos Barguata, os quais, do ponto de vista dos Almorávidas, não aceitavam o Islão.

A cidade é referida em índices manuscritos, segundo os quais teria sido criada no final do século XVI e esteve sob o domínio dos Saadianos com o nome Kelaat Lagrare.

Localização do município
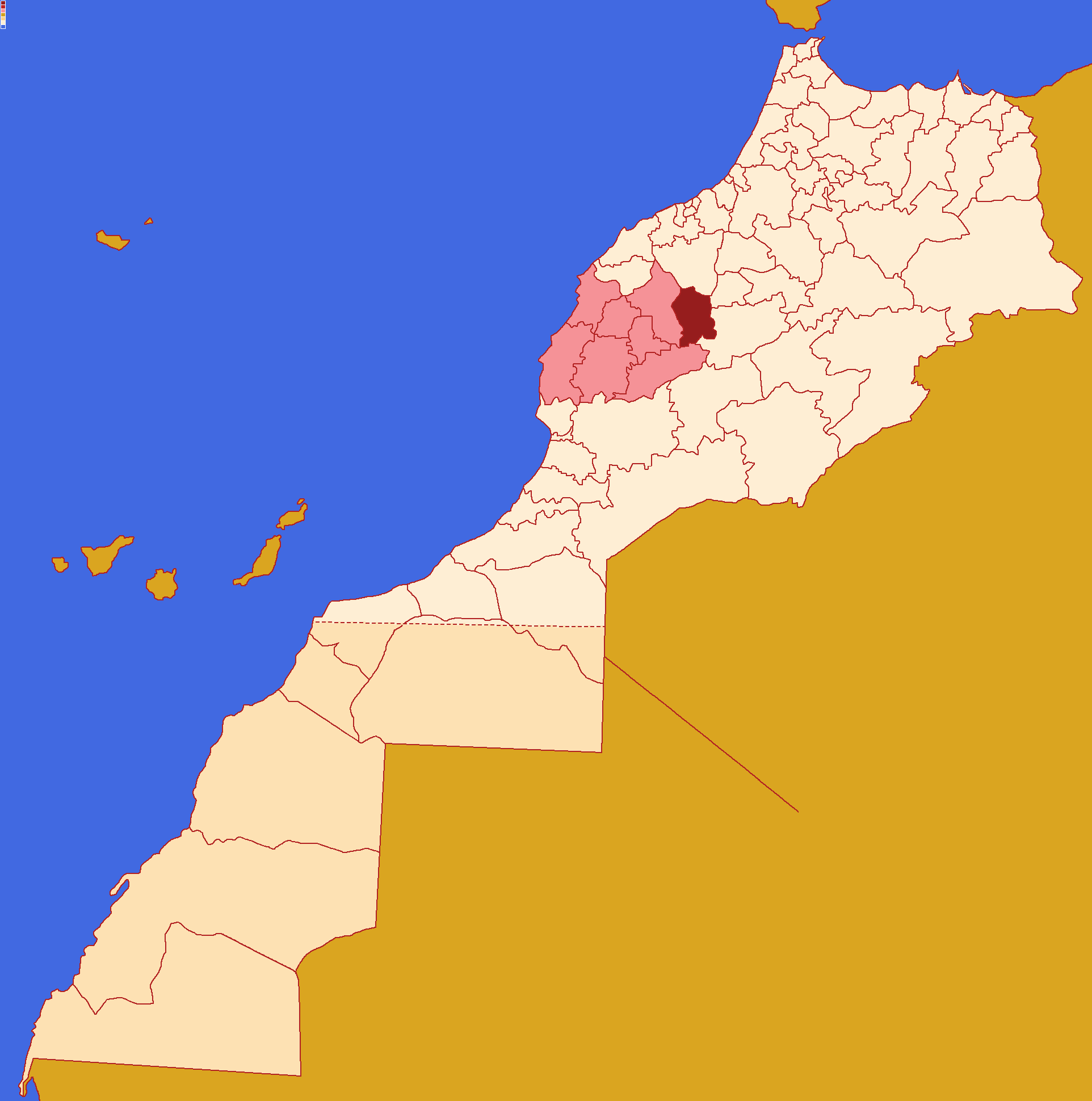
Em Marrocos
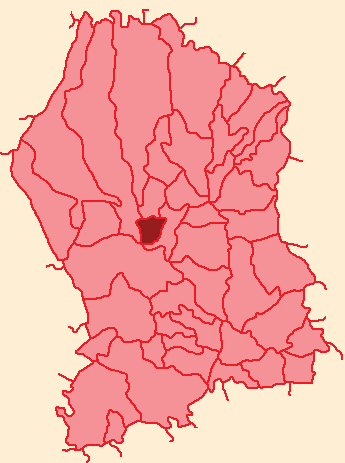
Na província

## Agricultura
A principal produção agrícola da região é a oliveira, que ocupa uma área superior a 43 000 hectares e que produz anualmente e em média mais de 100 000 toneladas de azeitona. A produção não é maior devido à pouca eficácia dos métodos tradicionais qua são usados e à idade das árvores, 13% das quais com mais de 50 anos.

## Clima
| Dados climatológicos para El Kelaa des Sraghna | Dados climatológicos para El Kelaa des Sraghna | Dados climatológicos para El Kelaa des Sraghna | Dados climatológicos para El Kelaa des Sraghna | Dados climatológicos para El Kelaa des Sraghna | Dados climatológicos para El Kelaa des Sraghna | Dados climatológicos para El Kelaa des Sraghna | Dados climatológicos para El Kelaa des Sraghna | Dados climatológicos para El Kelaa des Sraghna | Dados climatológicos para El Kelaa des Sraghna | Dados climatológicos para El Kelaa des Sraghna | Dados climatológicos para El Kelaa des Sraghna | Dados climatológicos para El Kelaa des Sraghna | Dados climatológicos para El Kelaa des Sraghna |
| Mês                                            | Jan                                            | Fev                                            | Mar                                            | Abr                                            | Mai                                            | Jun                                            | Jul                                            | Ago                                            | Set                                            | Out                                            | Nov                                            | Dez                                            | Ano                                            |
| ---------------------------------------------- | ---------------------------------------------- | ---------------------------------------------- | ---------------------------------------------- | ---------------------------------------------- | ---------------------------------------------- | ---------------------------------------------- | ---------------------------------------------- | ---------------------------------------------- | ---------------------------------------------- | ---------------------------------------------- | ---------------------------------------------- | ---------------------------------------------- | ---------------------------------------------- |
| Temperatura máxima recorde (°C)                | 28                                             | 34                                             | 35                                             | 34                                             | 41                                             | 42                                             | 46                                             | 46                                             | 41                                             | 37                                             | 30                                             | 26                                             | 46                                             |
| Temperatura máxima média (°C)                  | 16                                             | 19                                             | 21                                             | 23                                             | 28                                             | 31                                             | 36                                             | 36                                             | 32                                             | 27                                             | 21                                             | 17                                             | 26                                             |
| Temperatura mínima média (°C)                  | 5                                              | 7                                              | 9                                              | 10                                             | 13                                             | 16                                             | 18                                             | 19                                             | 17                                             | 14                                             | 10                                             | 6                                              | 12                                             |
| Temperatura mínima recorde (°C)                | 0                                              | 0                                              | 2                                              | 3                                              | 7                                              | 10                                             | 13                                             | 14                                             | 10                                             | 6                                              | 3                                              | 0                                              | 0                                              |
| Precipitação (mm)                              | 20                                             | 20                                             | 20                                             | 20                                             | 0                                              | 0                                              | 0                                              | 0                                              | 0                                              | 20                                             | 20                                             | 40                                             | 220                                            |
| Dias com chuva                                 | 3                                              | 3                                              | 3                                              | 2                                              | 1                                              | 0                                              | 0                                              | 0                                              | 0                                              | 2                                              | 2                                              | 3                                              | 22                                             |
| Fonte: Weatherbase                             |                                                |                                                |                                                |                                                |                                                |                                                |                                                |                                                |                                                |                                                |                                                |                                                |                                                |

## Demografia
A evolução demográfica da cidade foi a seguinte:
| Censo de:  | 2004   | 2014   |
| ---------- | ------ | ------ |
| Habitantes | 68 253 | 95 224 |